# 1. Wiener Neustädter SC (2008)

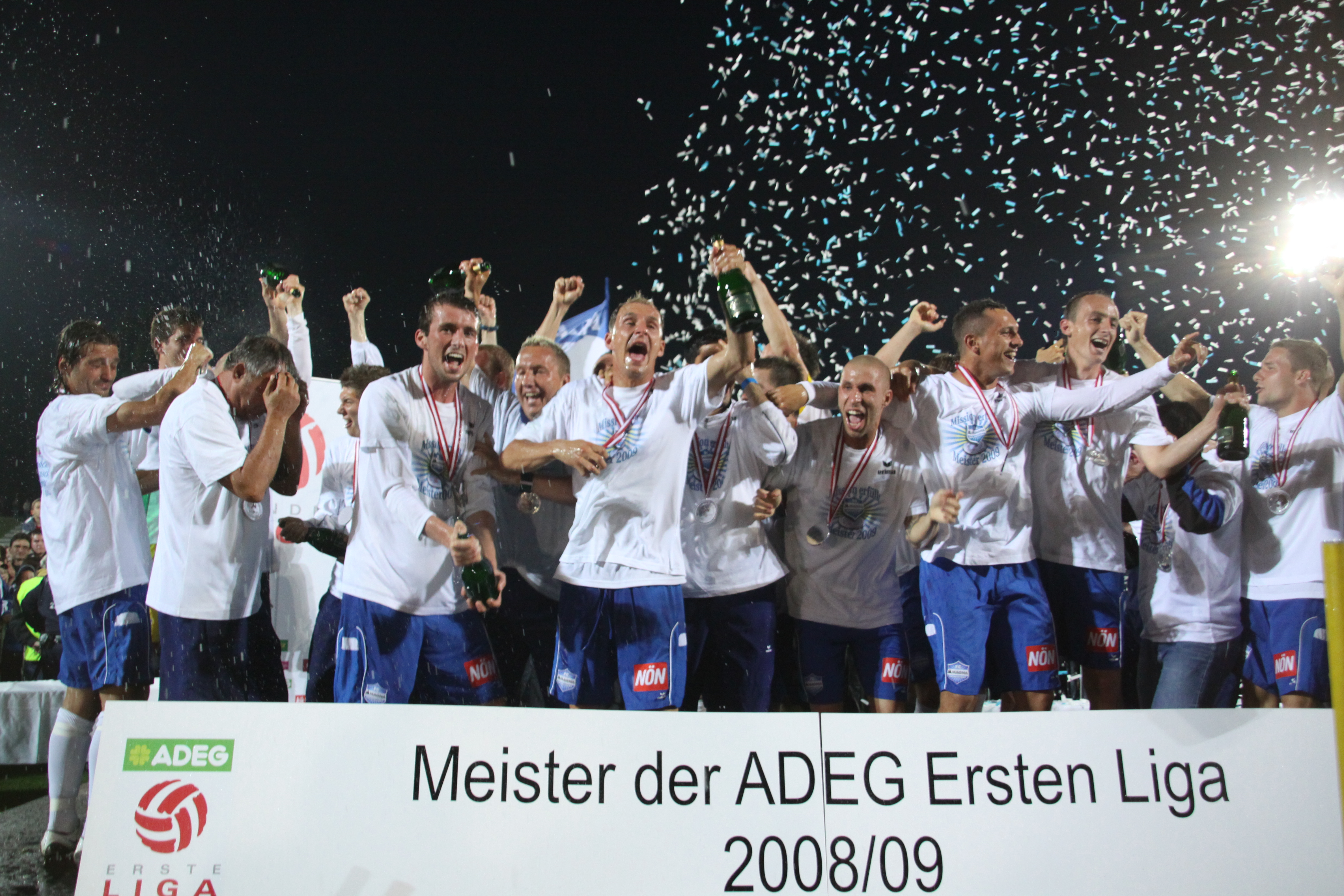
Die Spieler feiern den Erstliga-Meistertitel

Der 1. Wiener Neustädter Sportclub ist ein Fußballverein aus Wiener Neustadt im südlichen Niederösterreich. Der Verein spielt ab der Saison 2023/24 in der Landesliga und trägt seine Heimspiele in der Wiener Neustadt Arena aus.

## Geschichte
Am 19. Mai 2008 beschloss der in finanziellen Schwierigkeiten steckende Erstligist SC Schwanenstadt in einer Generalversammlung in Oberwaltersdorf die Verlegung seines Vereinssitzes nach Niederösterreich und damit einhergehend seine Umbenennung in FC Magna Wiener Neustadt. Frank Stronach wurde dabei einstimmig zum neuen Präsidenten gewählt. Zunächst hatte die Schwanenstädter Vereinsführung am 22. Jänner 2008 angekündigt, den Vereinssitz nach Wien zu verlegen, wo eine Kooperation mit dem von Magna unterstützten SV Wienerberg angedacht war. Da eine Aufnahme in den Wiener Fußball-Verband scheiterte, beantragte der Verein die Aufnahme in den Niederösterreichischen Fußballverband, die am 11. März 2008 angenommen wurde.
Ernst Neumann, der zuletzt die Interessen seines Magna-Chefs in der Führungsetage der Wiener Austria vertreten hatte, und Peter Svetits, früher Sportdirektor des GAK und der Austria, wurden als geschäftsführende Vizepräsidenten – Neumann für den finanziellen, Svetits für den sportlichen Bereich – eingesetzt. Zum Teammanager wurde Christoph Ungerböck bestellt. Im sportlichen Bereich wurde Helmut Kraft als Trainer vom Bundesliga-Absteiger FC Wacker Innsbruck verpflichtet sowie rund um sechs ehemalige Schwanenstadt-Spieler eine neue Mannschaft zusammengestellt.
Nachdem der SC Schwanenstadt in der Saison 2007/08 in der Ersten Liga den siebenten Platz belegt hatte, konnte der FC Magna Wiener Neustadt auch in der Saison 2008/09 an der Ersten Liga teilnehmen. Das erste Spiel des Klubs am 12. Juli 2008 endet mit einer enttäuschenden 0:3-Heimniederlage gegen den FC Wacker Innsbruck, dennoch wurden die Wiener Neustädter Herbstmeister.
Ende 2008 wurde beschlossen, dass nach Ablauf der Saison 2008/09 der FC Magna Wiener Neustadt die Mannschaften des 1. Wiener Neustädter SC übernehmen sollte. Der 1908 gegründete Traditionsverein, der in der Saison 1966/67 letztmals in der höchsten österreichischen Spielklasse vertreten war, spielte seit der Saison 2004/05 nur mehr in der fünftklassigen 2. Niederösterreichischen Landesliga.
Im Frühjahrsdurchgang lieferte sich der inzwischen in SC Magna Wiener Neustadt umbenannte Verein lange Zeit ein Kopf-an-Kopf-Rennen mit dem FC Admira Wacker Mödling. Schließlich konnte er sich bereits eine Runde vor Schluss mit einem 4:1-Sieg über St. Pölten den Meistertitel und somit den Aufstieg in die Bundesliga sichern. Außerdem wurde Václav Koloušek von der Bundesliga zum besten Spieler und Sašo Fornezzi zum besten Torhüter der Ersten Liga in der Saison 2008/09 gewählt. Im ÖFB-Cup 2008/09 war erst im Halbfinale nach einer 0:1-Heimniederlage gegen die Wiener Austria schluss.
Im Sommer 2009 wurde Peter Svetits von Manfred Rottensteiner, der auch Bürgermeister von Weikersdorf ist, abgelöst. Damit wurde auch die Aufgaben im Verein neu verteilt. Der ebenfalls im Sommer 2009 ausgeschiedene Klubmanager Roland Arminger, der noch vom SC Schwanenstadt übernommen wurde, wurde durch Alexander Gruber ersetzt.
Seine erste Bundesligasaison 2009/10 beendete der SC Wiener Neustadt auf dem fünften Tabellenplatz und mit einer 0:1-Niederlage im Finale des ÖFB-Cups gegen den SK Sturm Graz. Trainer Kraft war zuvor im Dezember 2009 nach Ende der Hinrunde durch Peter Schöttel ersetzt worden.
Am 4. September 2010 gab Vizepräsident Neumann seinen Rücktritt bekannt; einen Tag später bestätigte der Verein die Trennung, gab jedoch an, dass Neumann gekündigt worden war. Einen Monat später wurde Peter Peninger, mit seinem Unternehmen Peninger-Pipelines zweitgrößter Sponsor des Klubs, neuer zweiter Vizepräsident. Am 7. September 2010 wurde bekannt, dass Magna nach Ende der Saison 2010/11 als Vereinssponsor aussteigen wird; Frank Stronach gab an, auch danach den Klub als Privatsponsor weiter finanziell unterstützen zu wollen. Am 21. Februar 2011 zog sich Stronach aus allen Funktionen im Verein zurück; ihm folgte der bisherige Vize Manfred Rottensteiner als Präsident nach. Die Saison 2010/11 beendeten die Wiener Neustädter mit 50 Punkten und Platz 7 im gesicherten Mittelfeld. Zu Saisonbeginn als Abstiegskandidat Nummer eins genannt, gelang es Trainer Peter Stöger im Spieljahr 2011/12, den Klassenerhalt zu wahren: Die Niederösterreicher distanzierten Absteiger Kapfenberg mit einem Vorsprung von zehn Punkten. Nach sechs Jahren in der höchsten österreichischen Liga stieg die Mannschaft 2014/15 in die zweite Liga ab.
Mit der Reform der Bundesliga zur Saison 2018/19 qualifizierte sich der Verein als Drittplatzierter der Ersten Liga für die Relegation gegen den SKN St. Pölten. Nach Verlust der beiden Spiele legte der SC Wiener Neustadt Protest ein. Als Reaktion zog der SKN St. Pölten die Zusage für die Nutzung der NV Arena zurück. Im Mai 2019 wurde dem Verein die Lizenz entzogen, wodurch man erstmals in die Regionalliga absteigen musste. Im November 2019 benannte sich der SC Wiener Neustadt in 1. Wiener Neustädter Sportclub um, in Anlehnung an den bis 2010 existierenden 1. Wiener Neustädter SC, dessen Mannschaften man einst übernommen hatte.
Von 2021 bis 2023 war Mevlüt Arslan mit seinem Versicherungsunternehmen Sponsor des 1. MAV Wiener Neustädter SC. Zur Saison 2023/24 fusionierte die Mannschaft mit dem Futsal-Team Fortuna Wiener Neustadt.

Das Vereinslogo als FC Magna …
… nach der Namensänderung von FC in SC …
… und in den Saisonen 2009/10 und 2010/11.
Vereinswappen als SC Wiener Neustadt bis November 2019

## Nachwuchs- und Amateurmannschaften
Unmittelbar nach der Übersiedelung von Ober- nach Niederösterreich ging der Verein im Jugendbereich eine Kooperation mit dem 1. Wiener Neustädter SC (WNSC) ein; die Nachwuchsmannschaften der beiden Klubs traten als Spielgemeinschaft an.
Nachdem der WNSC bei seiner Generalversammlung Ende 2008 keinen Vereinsvorstand mehr aufstellen konnte, übernahm der Vorstand des damaligen FC Magna die Vereinsführung und änderte in Anerkennung der traditionsreichen Geschichte des WNSC seinen Vereinsnamen auf SC Magna Wiener Neustadt. Mit Beginn der Saison 2009/10 übernahm der neue SC Wiener Neustadt auch die in der 2. Landesliga Ost spielende Kampfmannschaft des WNSC, die seitdem als 2. Mannschaft des Bundesligaklubs fungiert; der WNSC wurde im April 2010 aufgelöst.

## Stadion

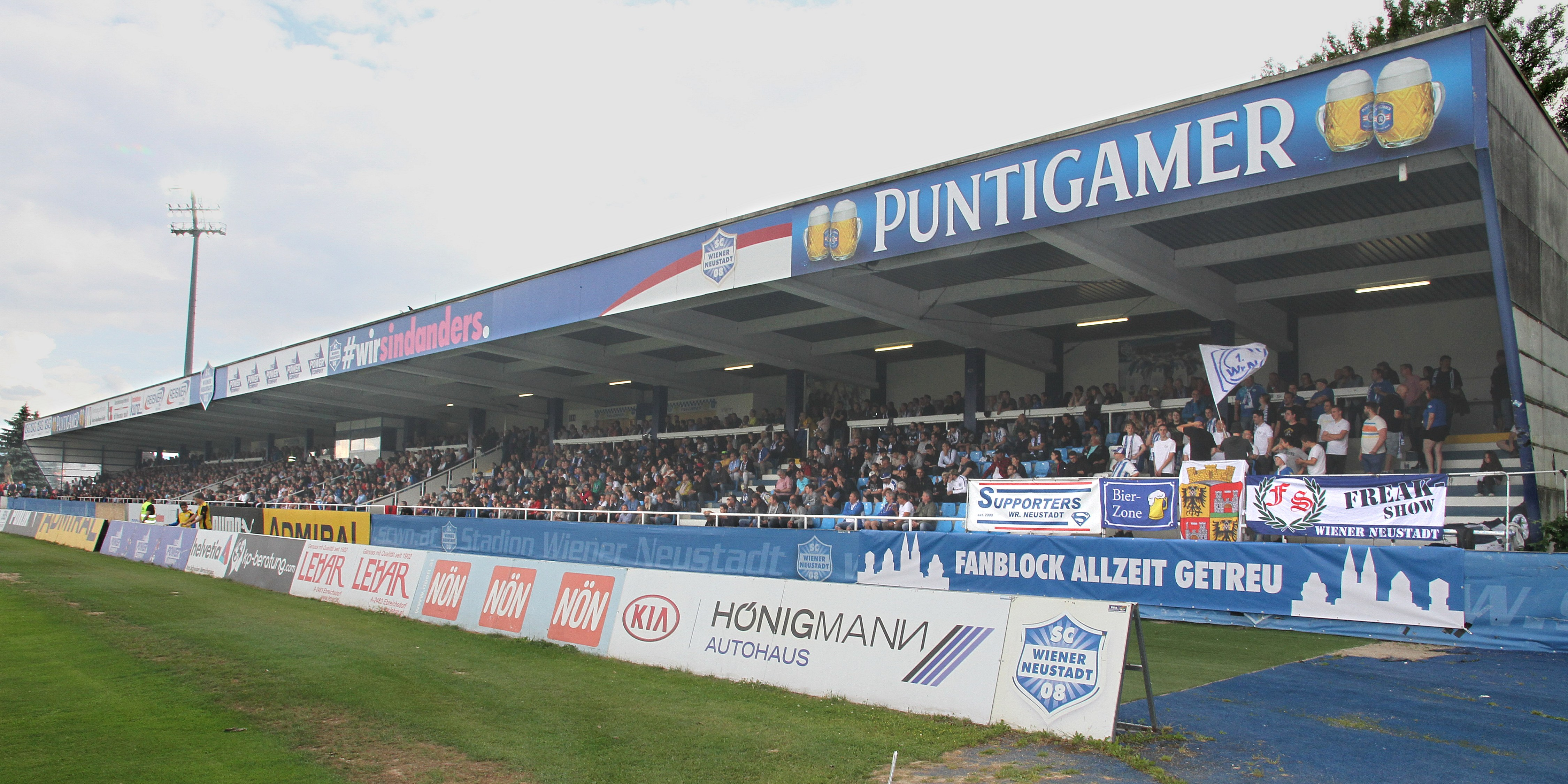
Heimstätte des SC Wiener Neustadt bis 2019.

Der SC Wiener Neustadt trug seit der Übersiedelung aus Schwanenstadt bis 2019 seine Heimspiele im Wiener Neustädter Stadion aus, das dazu im Sommer 2008 umgebaut wurde. Vom Umbau betroffen waren der Trainingsplatz, das Hauptspielfeld, die Tribünen, das Flutlicht sowie der Kantinen- und Kabinentrakt. Auch der VIP-Bereich wurde neu gestaltet. Darüber hinaus wurde im Sommer 2008 die städtischen Sportanlage Neuklosterwiese in Wiener Neustadt als Trainings- und Spielstätte für die Jugendmannschaften adaptiert.
Im April 2009 wurde anlässlich des Semifinalspiels im österreichischen Fußballcup gegen die Wiener Austria und in Erwartung des Aufstiegs in die Bundesliga mit einer Zusatztribüne ausgestattet und das Fassungsvermögen des Stadions dadurch auf 7700 Zuschauer erhöht. Das Vorhaben, im Sommer 2009 vor dem Kabinentrakt eine zweite Zusatztribüne zu errichten, wurde wegen der bevorstehenden Errichtung eines neuen Stadions nahe der südlichen Stadtgrenze wieder verworfen. Wie die Besucherzahlen der Herbstmeisterschaft 2009 zeigten, wäre diese auch nicht erforderlich gewesen.
Das Stadion beherbergte seit Februar 2009 auch die zuvor in der Sportschule Lindabrunn eingerichtete Geschäftsstelle des Vereins.
Um die finanzielle Situation im Verein aufzubessern, verkaufte der Verein in der Winterpause der Saison 2016/17 für ein Gewinnspiel Lose, die als Hauptpreis die Möglichkeit boten, bis zum Ende der Saison den Stadionnamen zu wählen. Das Los einer deutschen Spielwarenfirma wurde gezogen, wonach ihr Vorschlag „Teddybären- und Plüsch-Stadion“ bis zum Ende der Saison 2016/17 der offizielle Stadionname war.
Die Pläne für einen Stadionneubau neben der Wechsel-Bundesstraße (B 54), nahe der Abfahrt Wiener Neustadt Süd der Mattersburger Schnellstraße, samt einigen zusätzlichen Trainingsplätzen zerschlugen sich mit der Ankündigung Magnas, nach der Saison 2010/11 als Sponsor beim Verein auszusteigen. Der Kauf des Grundstückes für den Bau von der Stadtgemeinde, wurde im Jahr 2012 rückabgewickelt. In der Folge verkaufte die Stadt dieses Grundstück 2016 an die Landesgesellschaft Ecoplus, die dort ein Wirtschaftsgebiet zu errichten plant. Im Frühjahr 2017 wurde mit dem Bau begonnen. Die Arena Wiener Neustadt wurde am 28. September 2019 eröffnet.

## Trainingszentrum
In der Saison 2008/09 war die Sportschule des Niederösterreichischen Fußballverbandes in Lindabrunn – sechs Rasenspielfeldern, einem Kunstrasenplatz, einer Sporthalle, einem Allwetterplatz und ein Kraftkammer Sauna, Saunarium, Dampfbad, Solarium, zwei Whirlpools, Unterwassermassagebecken und Massageräume – Trainingszentrum des Vereins. Ab Juni 2009 wickelte der Verein im Sportzentrum „VIVA“ in Steinbrunn, das vom Ex-Nationalspieler Bernd Dallos geleitet wird, den Trainingsbetrieb der Profimannschaft ab. Mit Beginn der Saison 2016/17 musste der SC Wiener Neustadt mit dem Trainingsbetrieb ins heimische Stadion übersiedeln, da der FK Austria Wien wegen des Umbaues der Wiener Generali Arena für die nächsten zwei Jahre im Viva-Sportzentrum einzog.
Die Amateurmannschaft verblieb weiter im Wiener Neustädter Stadion, die Nachwuchsmannschaften auf der Neuklosterwiese.

## Trainerhistorie
- Helmut Kraft (07/2008–12/2009)
- Peter Schöttel (12/2009–05/2011)
- Peter Stöger (07/2011–05/2012)

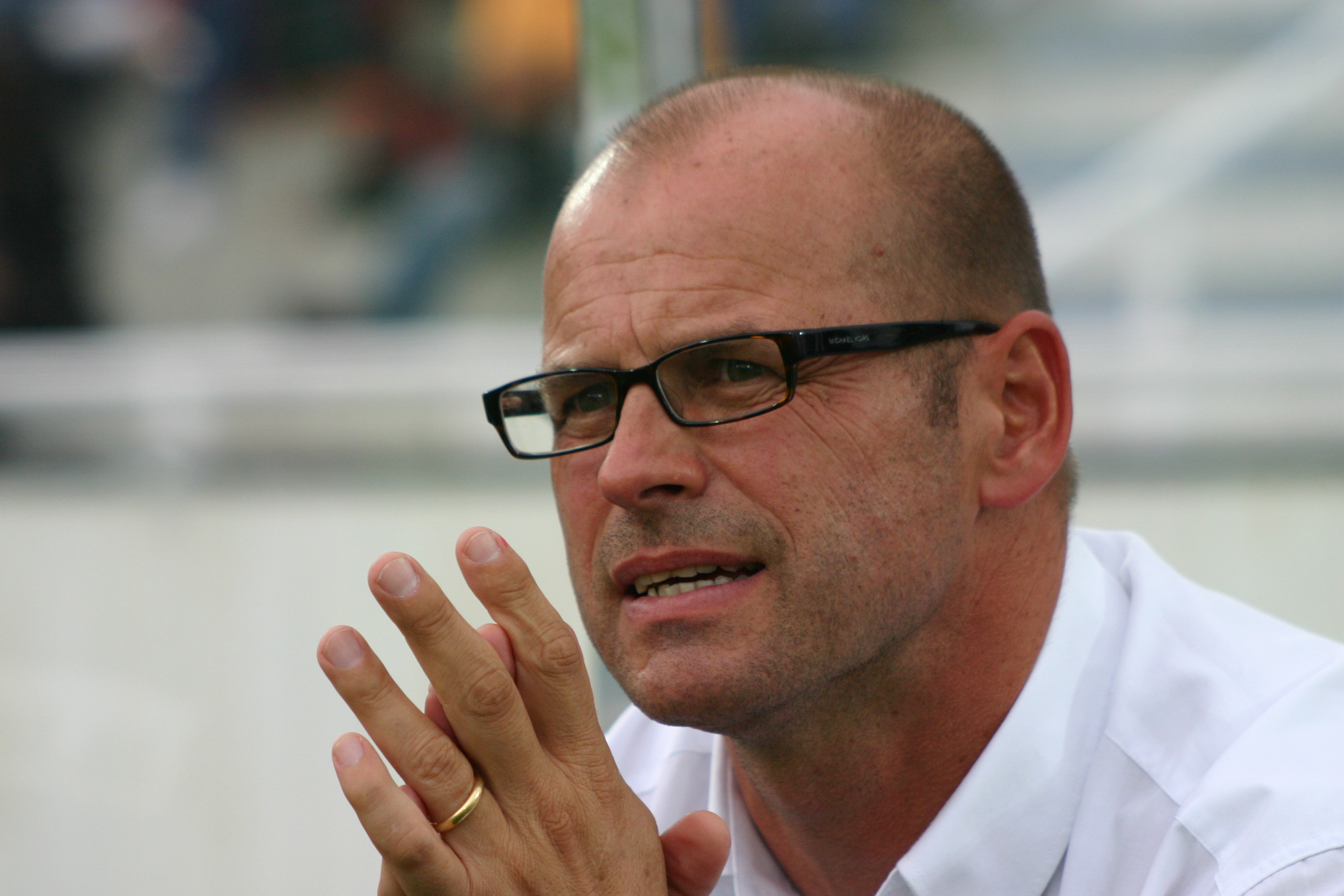
Helmut Kraft führte den SC Wiener Neustadt in die Bundesliga

- Heimo Pfeifenberger (06/2012–11/2014)
- Christian Ilzer (11/2014)
- Helgi Kolviðsson (11/2014–06/2015)
- Günter Kreissl (07/2015–04/2016)
- René Wagner (04/2016–05/2017)
- Roman Mählich (06/2017–06/2018)
- Gerhard Fellner (07/2018–05/2019)
- Sargon Duran (05/2019–06/2019)
- Thomas Flögel (07/2019–05/2020)
- Jürgen Burgemeister (07/2020–06/2021)
- Oliver Oberhammer (07/2021–09/2021)
- Christian Aflenzer (09/2021–11/2021)
- Zeljko Ristic (11/2021–05/2022)

## Galerie
| |
| Die Meistermannschaft des SC Magna Wiener Neustadt der Saison 2008/09 in der Ersten Liga: vordere Reihe (jeweils von links nach rechts): Harun Erbek, Taner Ari, Tomas Šimkovič, Udo Siebenhandl, Sašo Fornezzi, Manfred Razenböck, Michael Stanislaw, Václav Koloušek, Alexander Hauser – mittlere Reihe: Sebastián Martínez, Mirnel Sadović, Michael Götz (Masseur), Klaus Schmidt (Co-Trainer), Johannes Gasselseder (Konditionstrainer), Manfred Schmid (Co-Trainer), Helmut Kraft (Trainer), Günter Kreissl (Tormann-Trainer), Christoph Hallbrucker (Masseur), Sanel Kuljic, René Felix – hintere Reihe: Daniel Dunst, Mensur Kurtisi, Guido Burgstaller, Alexander Grünwald, Mario Reiter, Petr Johana, Hannes Aigner, Tomislav Micanovic, Patrick Wolf, Yüksel Sariyar und Wolfgang Klapf – fehlend: Georg Margreitter. |

## Frauenfußball
Die Frauenmannschaft spielte als Spielgemeinschaft mit SV Gloggnitz in der Saison 2015/16 in der 2. Liga Ost/Süd, in der Saison 2015/16 wurde sie aufgelöst.